# Copertă broșată

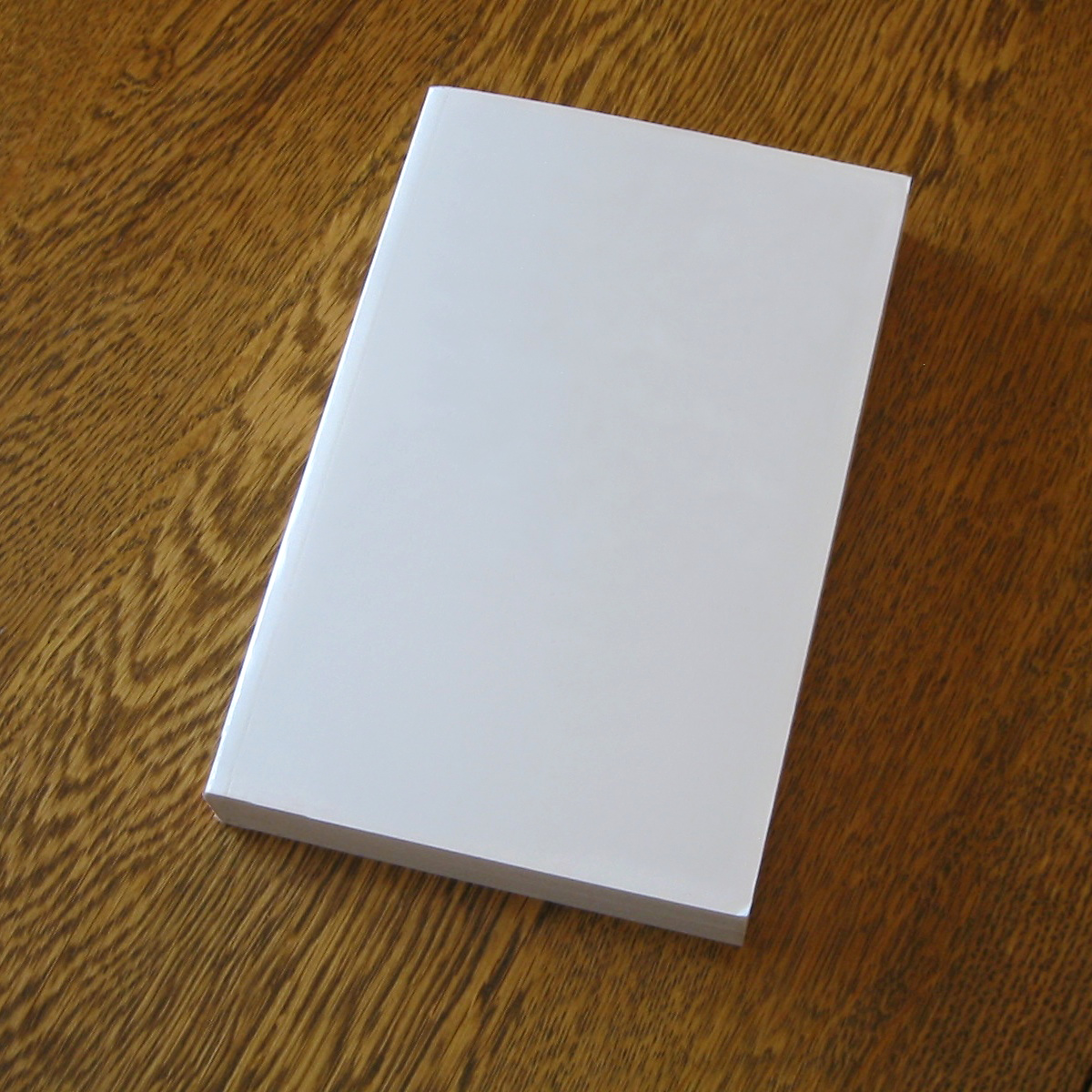
Carte cu copertă broșată albă

O carte cu copertă broșată (paperback) este un tip de carte cu o copertă confecționată din hârtie groasă sau din carton subțire, prinsă de cotor prin încleiere cu un adeziv. În contrast, cărțile cu copertă dură (hardcover sau hardback) au paginile cusute sau legate cu capse (scoabe).
Cărțile ieftine cu coperți confecționate din hârtie groasă sau din carton subțire și flexibil au existat cel puțin începând din secolul al XIX-lea sub forma broșurilor, romanelor populare și cărților de citit în tren sau în avion. Coperțile broșate moderne pot fi diferențiate în funcție de dimensiune. În SUA există „mass-market paperbacks” și „trade paperbacks” (mai groase și mai rezistente). În Marea Britanie există un format A, un format B și un format C de dimensiuni mai mari.
Operațiunea de coaserea împreună a colilor unei broșuri, a unui caiet, a unei cărți etc., și punerea lor într-o copertă moale poartă denumirea de broșare.

## Legături externe
- A History of Paperback Books: Publishing Houses, Authors, and Artists
- Paperback Publishers
- How to make a paperback book by hand
- Glue Bound Book tutorial
- Literary Novels Going Straight to Paperback, New York Times article about paperback originals